# Ticket
Il ticket (in lingua inglese significa "biglietto") in Italia è una tassa, ovvero una quota di partecipazione diretta dei cittadini alla spesa pubblica come controprestazione per l'assistenza sanitaria fornita dallo Stato; a volte nei documenti legislativi italiani viene anche chiamato "partecipazione al costo".
Il suo ammontare è stato più volte modificato nel corso del tempo. Esiste inoltre un sistema di esenzioni per reddito, fasce di età, per medicinali e servizi considerati "salvavita".
Venne introdotto in Italia nel 1982.

## Caratteristiche
Il ticket rappresenta l'aliquota di contribuzione da parte del cittadino al costo associato ad una prestazione del Servizio Sanitario Nazionale; la spesa è versata alle regioni italiane.
I cittadini sono tenuti a corrispondere il ticket sanitario per prestazioni quali visite o esami specialistici.
Le prestazioni incluse nei Livelli essenziali di assistenza per le quali è previsto il pagamento del ticket sono le visite specialistiche e gli esami di diagnostica strumentale e di laboratorio, le prestazioni eseguite in pronto soccorso che non rivestono carattere di emergenza o urgenza, non seguite da ricovero e le cure termali.
Le prestazioni per le quali non è previsto il pagamento del ticket sono gli esami di diagnostica strumentale e di laboratorio e le altre prestazioni di assistenza specialistica incluse in programmi organizzati di diagnosi precoce e prevenzione collettiva, promossi o autorizzati con atti formali delle Regioni; gli esami di diagnostica strumentale e di laboratorio e le altre prestazioni di assistenza specialistica necessarie per la tutela della salute collettiva, obbligatorie per legge o disposte a livello locale in caso di situazione epidemiche; le prestazioni del medico di medicina generale e del pediatra di libera scelta; i trattamenti erogati nel corso di un ricovero ospedaliero, gli alimenti destinati a categorie particolari (ad es. alimenti senza glutine alle persone affette da celiachia) e dispositivi medici per persone affette da diabete; le protesi, le ortesi e gli ausili tecnologici destinati alle persone con disabilità.
Il ticket non è previsto nemmeno sulle prestazioni erogate in situazioni di particolare interesse sociale: tutela della maternità; prevenzione della diffusione dell’infezione da HIV, limitatamente all’accertamento dello stato di infezione, in favore dei soggetti appartenenti a categorie a rischio, con comportamenti a rischio o incidentalmente esposti a rischio di infezione; promozione delle donazioni di sangue, organi e tessuti; tutela dei soggetti danneggiati da complicanze di tipo irreversibile a causa di vaccinazioni obbligatorie, trasfusioni e somministrazione di emoderivati; vaccini per le vaccinazioni incluse nel Piano nazionale della prevenzione vaccinale.

## Le esenzioni dal ticket
Alcuni assistiti hanno diritto all’esenzione (per alcune o per tutte prestazioni) in particolari situazioni di reddito associate all’età o alla condizione sociale, in presenza di determinate patologie, in caso di riconoscimento dello stato di invalidità, ed in altri casi particolari (gravidanza, diagnosi precoce di alcuni tumori, accertamento dell’HIV).
La legge 29 aprile 1998, n. 124, art. 3, comma 12 stabilisce che "l'assistito puo'  chiedere che la prestazione venga resa nell'ambito dell'attivita' liberoprofessionale intramuraria, ponendo a carico dell'azienda unita'  sanitaria locale di appartenenza e dell'azienda unita'  sanitaria locale nel cui ambito è richiesta la prestazione,  in misura eguale, la differenza tra la somma versata a titolo di partecipazione al costo della prestazione e l'effettivo costo di quest'ultima, sulla scorta delle tariffe vigenti.